# Goo Goo Dolls (álbum)
Goo Goo Dolls es el primer álbum de estudio de la banda originaria de Buffalo. Todas las canciones fueron cantadas por el bajista Robby Takac quien era originalmente el vocalista de la banda. Es difícil encontrar hoy en día los primeros álbumes de la banda ya que dejaron de salir a la venta en el año 2007. Fueron lanzados primariamente por Mercenary Records, los cuales fueron tomados en 1987 por Celluloid Records. El tema I'm addicted se encuentra en el primer álbum recopilatorio de la banda y el tema Torn Apart se encuentra en su tercer álbum recopilatorio.
El álbum fue grabado en tres días durante el invierno de 1986. La banda admitió en 1999 en el canal VH1 en un especial de sus programas Behind the music que el álbum fue grabado bajo los efectos del alcohol y las drogas. Rzeznik dijo: «Teníamos mucha cerveza, mucha marihuana... No recuerdo mucho de ese día».

## Lista de canciones
| N.º | Título                                                | Duración |  |
| 1.  | «Torn Apart»                                          | 2:05     |  |
| 2.  | «Messed Up»                                           | 1:49     |  |
| 3.  | «Livin' in a Hut»                                     | 2:40     |  |
| 4.  | «I'm Addicted»                                        | 2:58     |  |
| 5.  | «Sunshine of Your Love» (cover de Cream)              | 2:48     |  |
| 6.  | «Hardsores»                                           | 1:31     |  |
| 7.  | «Hammerin' Eggs (The Metal Song)»                     | 2:27     |  |
| 8.  | «(Don't Fear) The Reaper» (cover de Blue Öyster Cult) | 2:18     |  |
| 9.  | «Beat Me»                                             | 2:26     |  |
| 10. | «Scream»                                              | 1:50     |  |
| 11. | «Slaughterhouse»                                      | 3:38     |  |
| 12. | «Different Light»                                     | 2:04     |  |
| 13. | «Come On»                                             | 2:14     |  |
| 14. | «Don't Beat My Ass (With a Baseball Bat)»             | 3:12     |  |